# 港威大廈

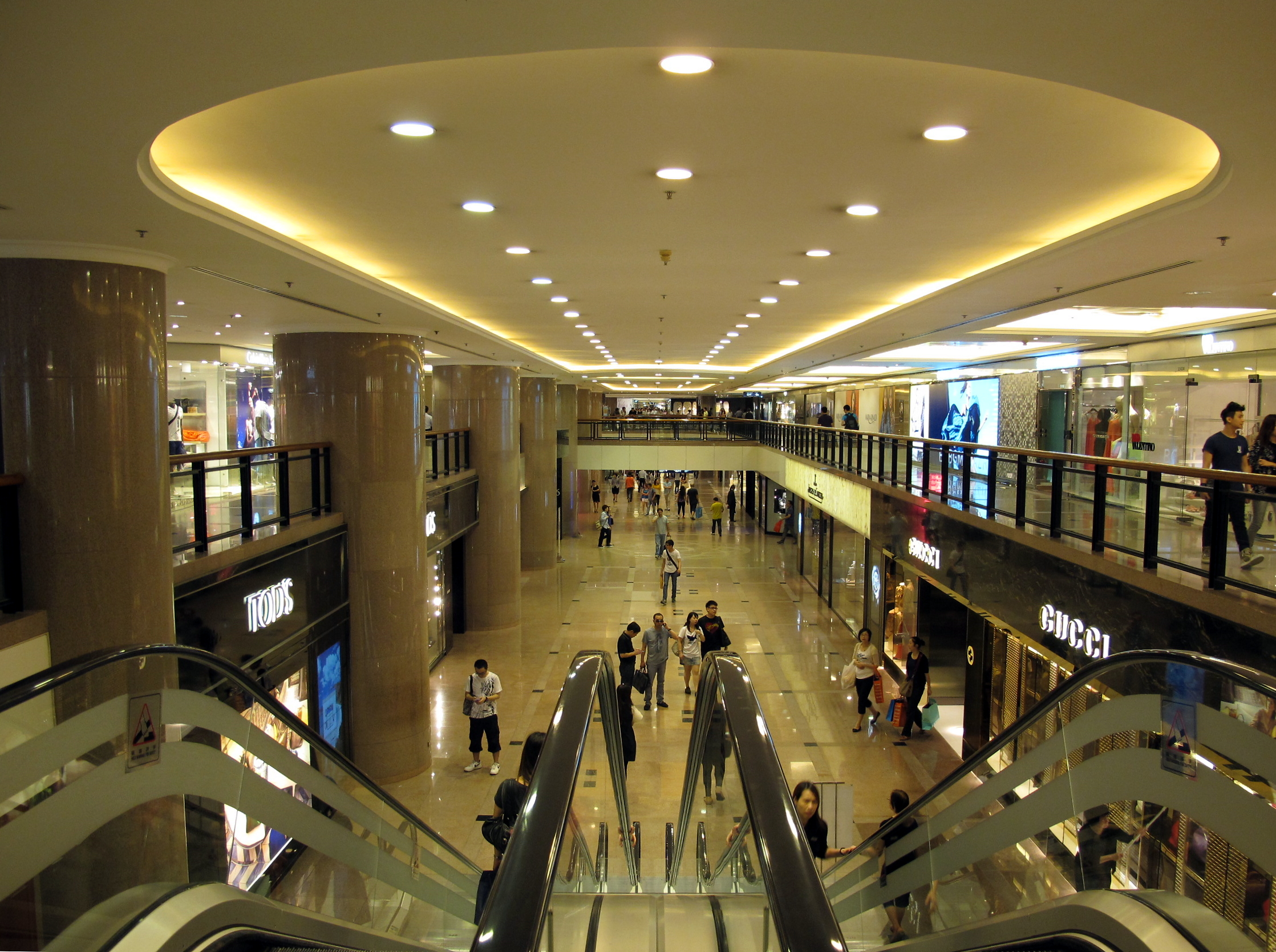
港威大廈商場

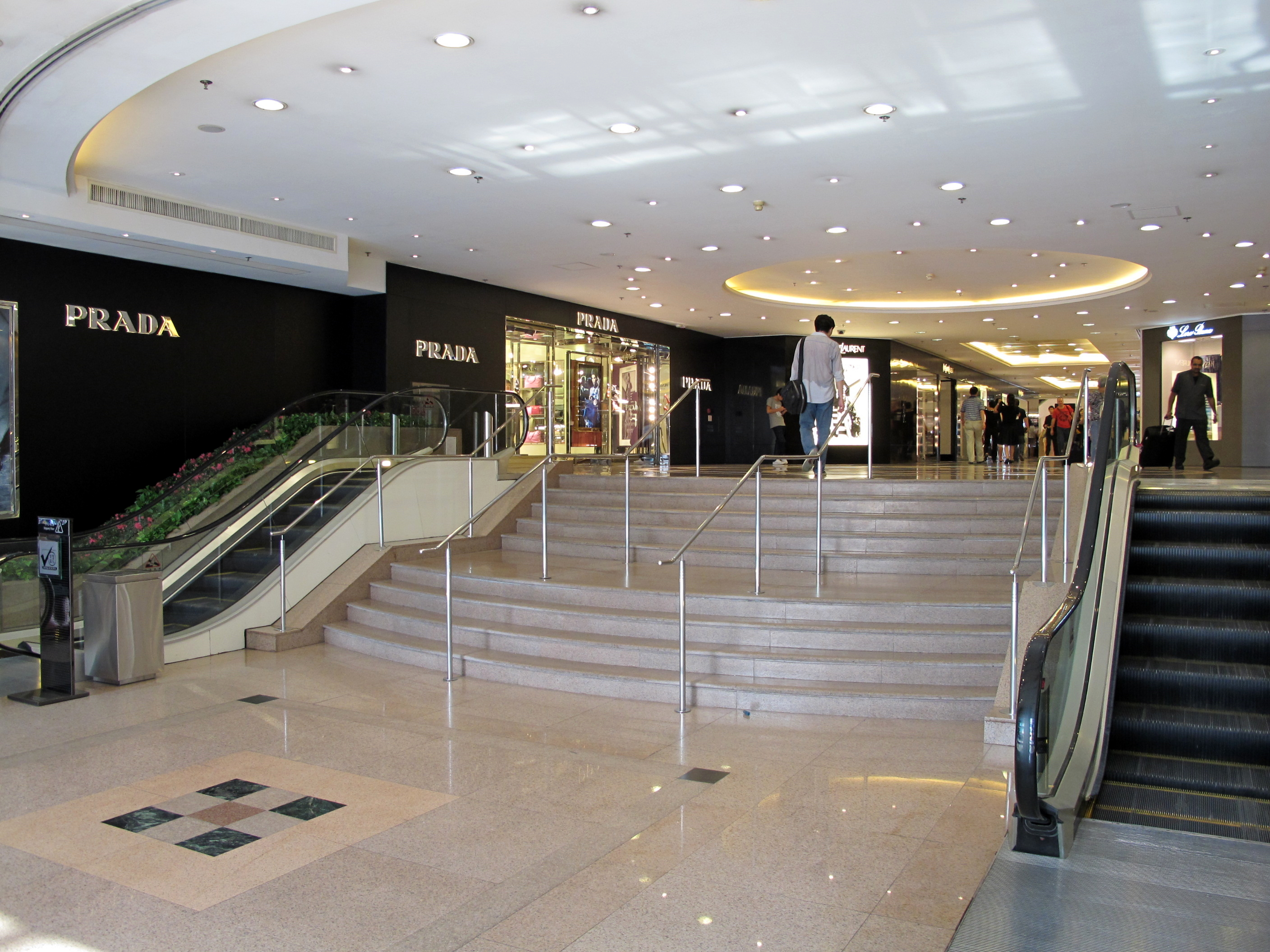
2010年港威大廈商場廣東道入口，唯到2014年10月將兩邊扶手電梯空間改建成舖位，只保留樓梯，以提供更多零售空間作為旗艦店，讓顧客提高購物體驗

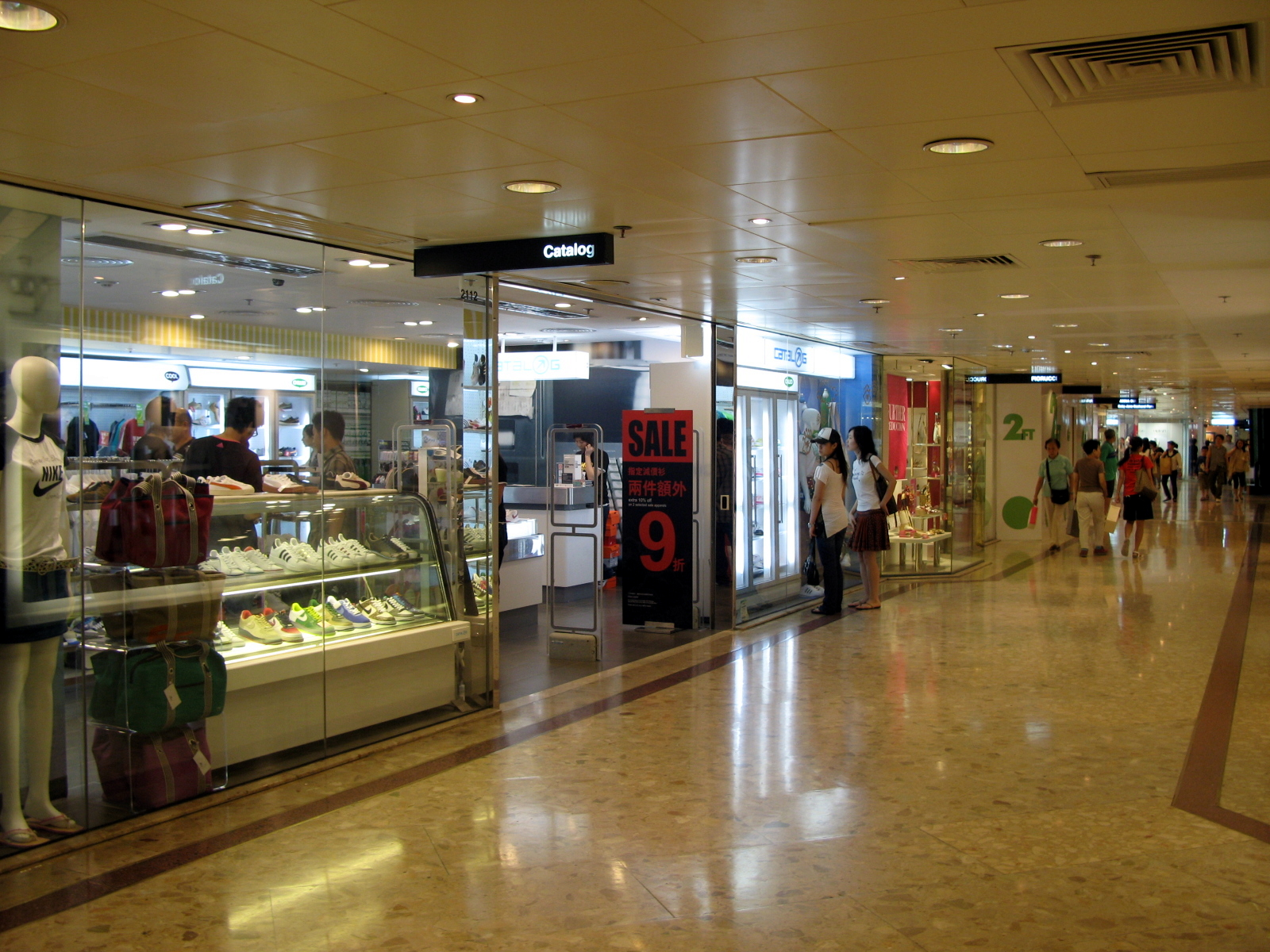
海洋廊剩餘部份早於於1995年歸納為港威商場一部份

港威大廈（英語：The Gateway），是香港一個包括甲級商業大廈、服務式住宅及商場的建築群，位於九龍尖沙咀西部臨海，為海港城的組成部份，鄰近九龍太平洋會及香港中國客運碼頭等。該處是欣賞維多利亞港煙花海景的理想位置。

## 歷史
港威大廈及商場前身是海港城的服務式住宅仙桃閣、品蘭閣、舊秀棠閣、桂芝閣及班桃閣，及舊海洋廊購物商場，於1981年及1983年落成。當時商場租戶包括新同樂魚翅酒家及家具店等；而服務式住宅仙桃閣、品蘭閣則由香港政府租用，作為公務員宿舍，但於1986年約滿後棄租。
由於原建築師甘洺在設計上述服務式住宅時，被指未盡取其地積比，加上海港城出現延期完工狀況。因此九倉曾於1987年入稟控告甘洺。於屢次上訴後，九倉於1991年12月分階段重建涉案樓宇，同時與甘洺達成庭外和解。其中港威大廈第1期現址的仙桃閣及品蘭閣早於1992年拆卸。由於規模宏大，加上尖沙咀酒店及服務式住宅供應有限，九倉唯恐一次過重建會影響廣東道一帶的租金收入。因此，要待港威大廈第一期入伙後才可拆卸剩餘的住宅樓宇，可是海洋廊上蓋包括兩所酒店及三座甲級商廈卻保留下來。到了1999年12月，整個港威大廈建築工程才正式完工。
另一方面，90年代嘉禾港威仍未出現之前，海洋廊位置設「海城戲院」，英文名是「Harbour City Cinema」，位於廣東道近新港中心的星巴克的一帶位置，當時設有兩個影廳，分佈於商場的兩側，其中一家放映嘉樂線的電影，另一家則是泛亞線。不過到了1994年8月，為配合港威大廈一帶的工程和翌年上半年之開幕典禮，海城戲院被轉移至廣東道近中港城的嘉禾港威電影城繼續經營。

## 建築群
港威大廈由5座甲級寫字樓、大型購物商場 - 港威商場，以及服務式住宅 - 港威豪庭（位處港威大廈第3座25-39樓，為新秀棠閣）組成，當中港威大廈第1及第2座於1995年落成，而港威大廈第3座（保誠保險大樓）、第5座（前稱永明金融大樓）及第6座則於1998年落成，1999年內入伙，而原本位於第6座之百代已於2009年5月1日遷往紅磡海濱廣場。第5座（永明金融大樓）最大租客永明金融集團股份已於2020年1月13日遷往紅磡祥祺中心，而大廈名稱回復為「港威大廈第5座」。

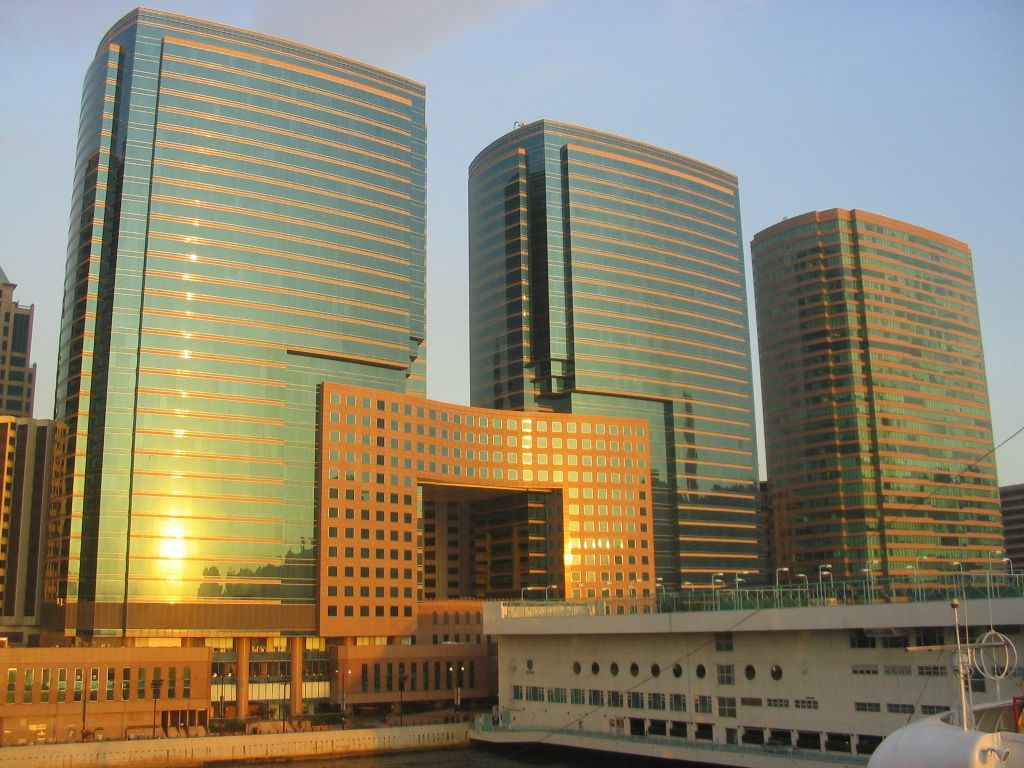
港威大廈第3、5、6座（左起）
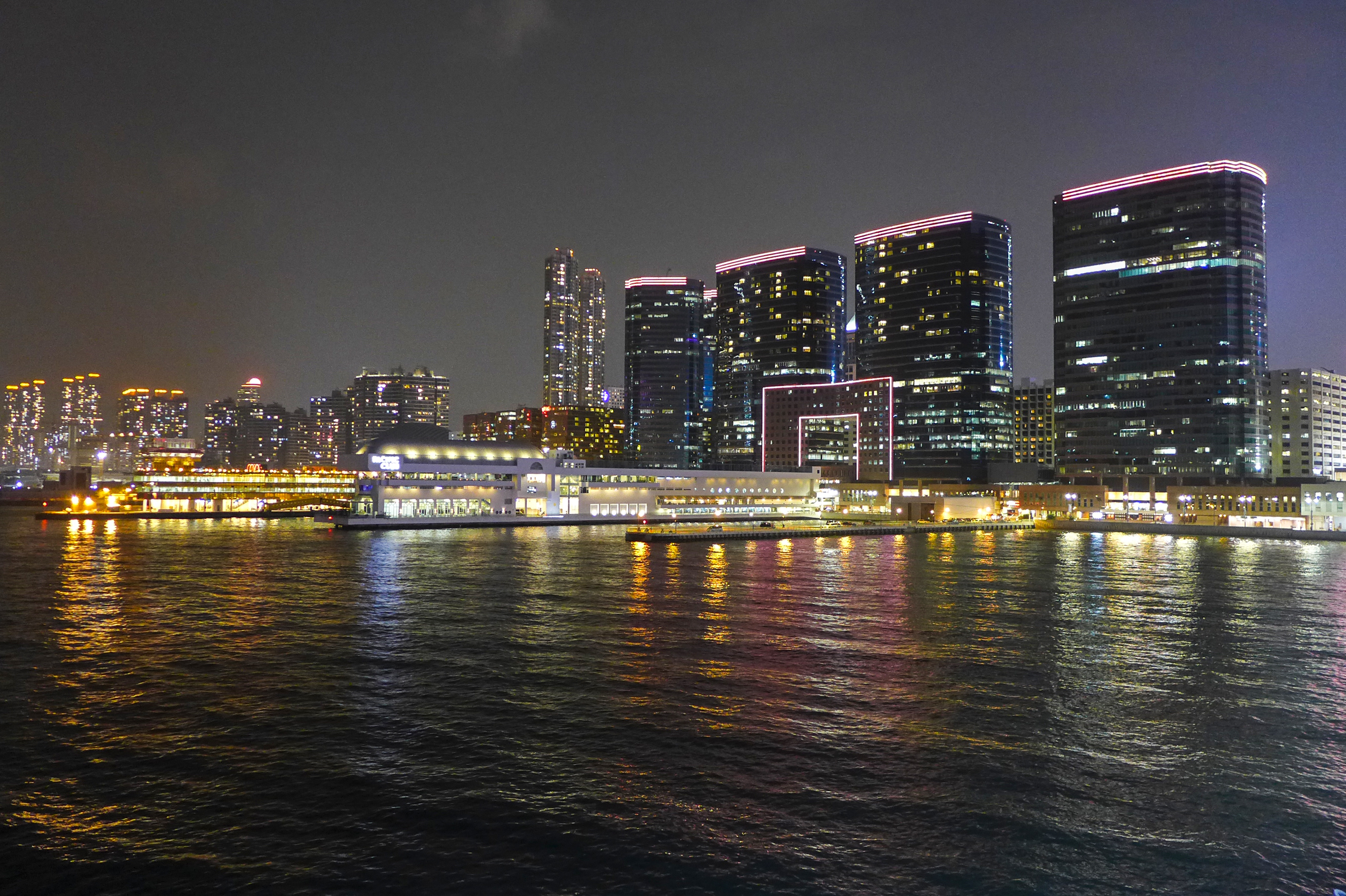
港威大廈夜景
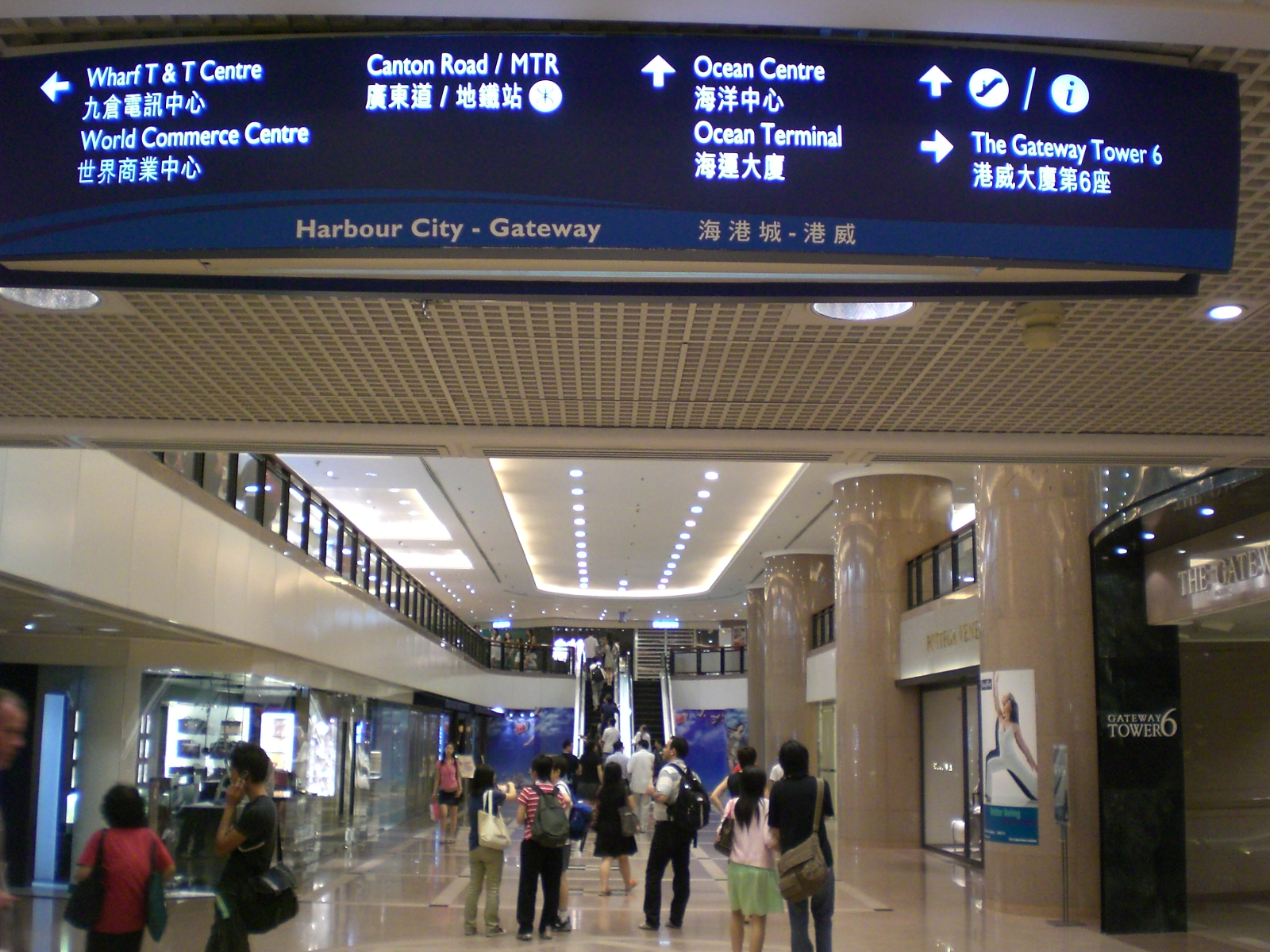
港威商場內景及指南
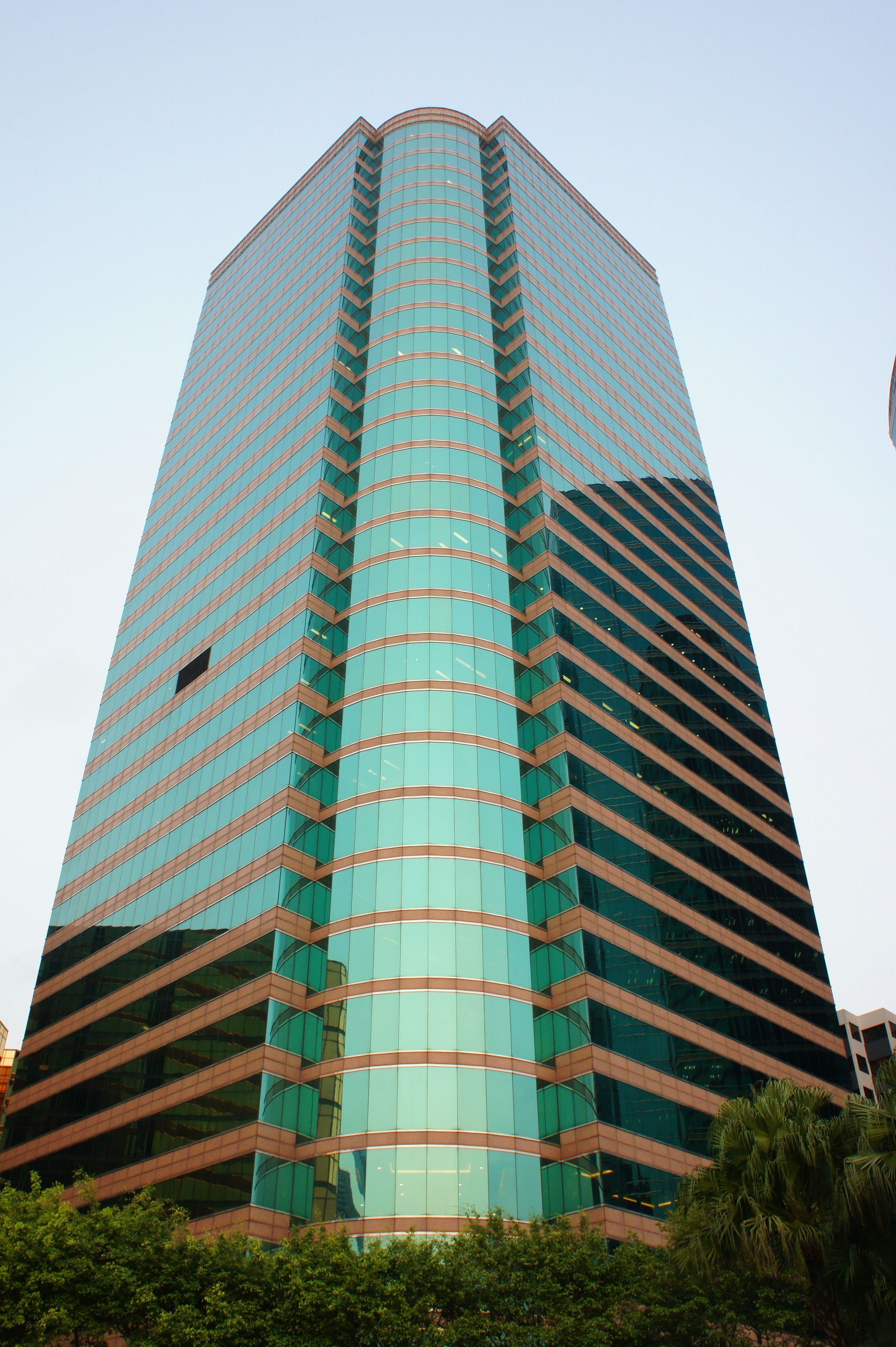
港威大廈第2座

港威大廈第1座經常性給會德豐地產開放9-10樓和19樓做示範單位。
下列為港威大廈寫字樓部分租戶樓層分佈：

### 第1座
- 28樓：中國聯通（香港）

### 第2座
- 33樓：雅詩蘭黛
- 7樓：三菱重工業（706室）

### 第3座（保誠保險大樓）
- 25-39樓：港威豪庭 - 秀棠閣

### 第5座
- 38樓全層：友邦保險
- 32樓：天星銀行（3201-07室）
- 20樓：FANCL、Gourmet Dining Group Limited
- 17至18樓：保誠保險 - 營業部辦事處
- 6樓：台新國際商業銀行香港分行

### 第6座
- 10樓：葛蘭素史克有限公司（1004-10室）
- 39樓：美的電器(香港)有限公司（3906-10室)

## 商場
港威大廈商場由3部份組成，包括1995年建成的港威大廈第1期、1998年10月建成的港威大廈第2期及於1981年落成的海洋廊購物商場剩餘部份組成。商場樓高4層，佔地242,156平方米。
海洋廊購物商場設於環球航運中心（後來改名為九倉電訊大廈）、世界商業中心、奧麗馬哥孛羅酒店（現稱為香港港威酒店）、世界金融中心、奧麗太子酒店（現稱為香港太子酒店）的基座組成的商場，樓高3層，當時的發展項目亦包括五幢服務式住宅，商場近海部份設有四條自動行人道，在香港的商場較為罕有；而於1995年餘下的三幢服務式住宅（秀棠閣、桂芝閣及班桃閣）連同商場西翼及北翼一併被拆卸，成為港威大廈第3、5、6座，未被拆卸的海洋廊商場部份則早於1995年港威大廈第1、2座建成時併入港威商場的一部份。
港威商場1樓至2樓主要為高級名店及特色食肆，一樓部份店舖更可欣賞維港景色。商場亦設有通道連接海洋中心及新港中心。商場2樓設有多間名店。3樓3001及3103至3104號舖，
設有佔地40,789呎的citysuper大型超級市場，為港威商場最大租戶之一。citysuper附近也設有PageOne書店及通道前往辦公室樓層。3樓其他店舖包括香港唱片專門店（已於2016年3月改為路易威登臨時店）、屈臣氏、Uniqlo、GAP、禮品店、花店、傢俱店和數間食肆(包括最新開業的挽肉と米Hikiniku To Come於2025年2月開幕）。2019年8月，GAP撤離該商場，結束七年租約。原址改為Lululemon，為亞洲最大旗艦店。而其後因新型肺炎疫情關係，場內有至少10間商店結業，目前空置中。
港威大廈商場第1期部份設有嘉禾港威電影城，內設3間影院，不過已於2016年2月結業。此外，在2008年4月10日起，商場2樓大堂中庭設立Beauty @ The Atrium，設有十多個專櫃，展示美容及時尚配飾。前租戶則包括Fitness First（於2014年2月由港威大廈6座6樓遷往旁邊的世界商業中心5樓，並由普通會所升級為白金店）。

## 翻新及改建工程

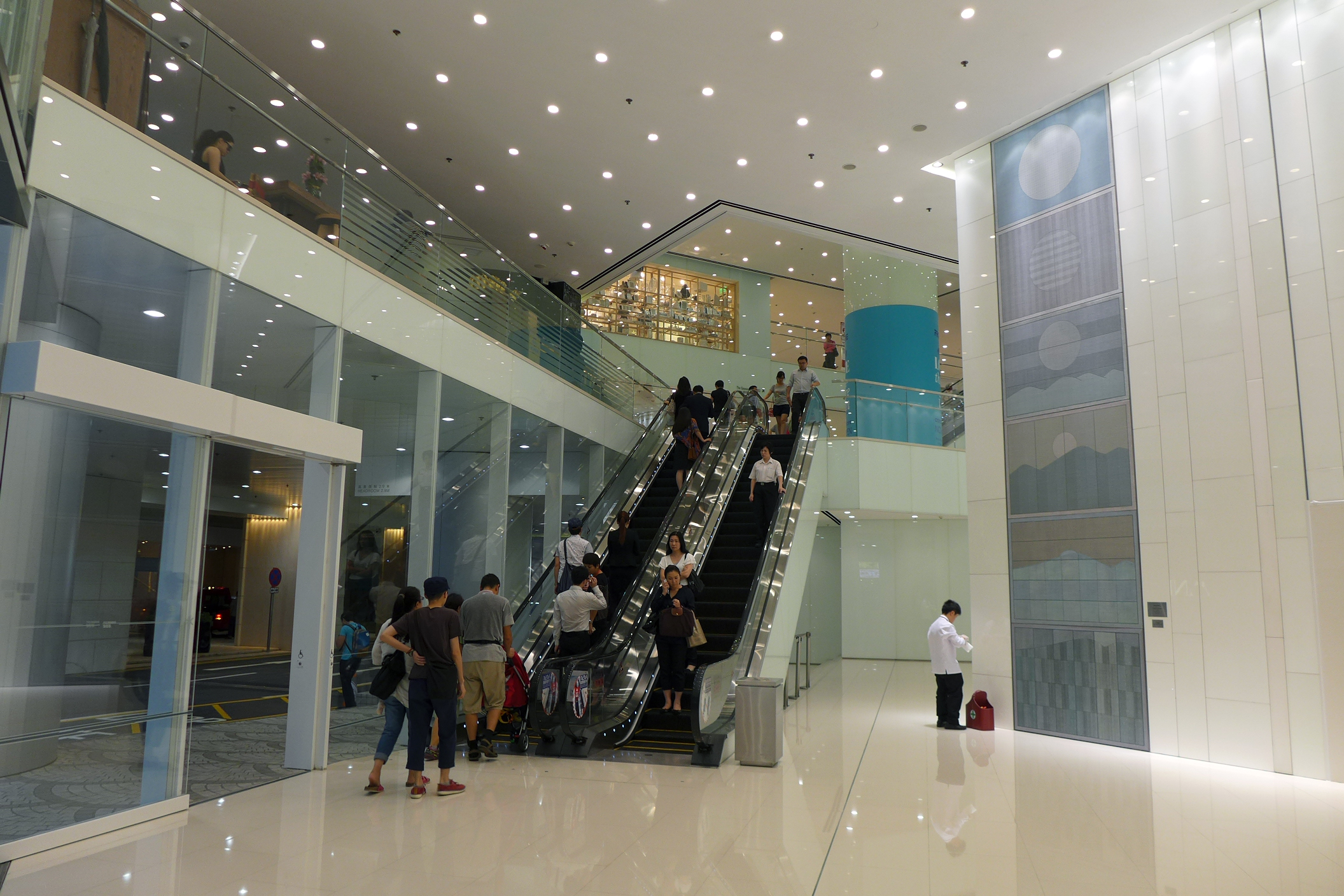
原有港威大廈的1座及2座大堂中庭改建後格調以白色為主調

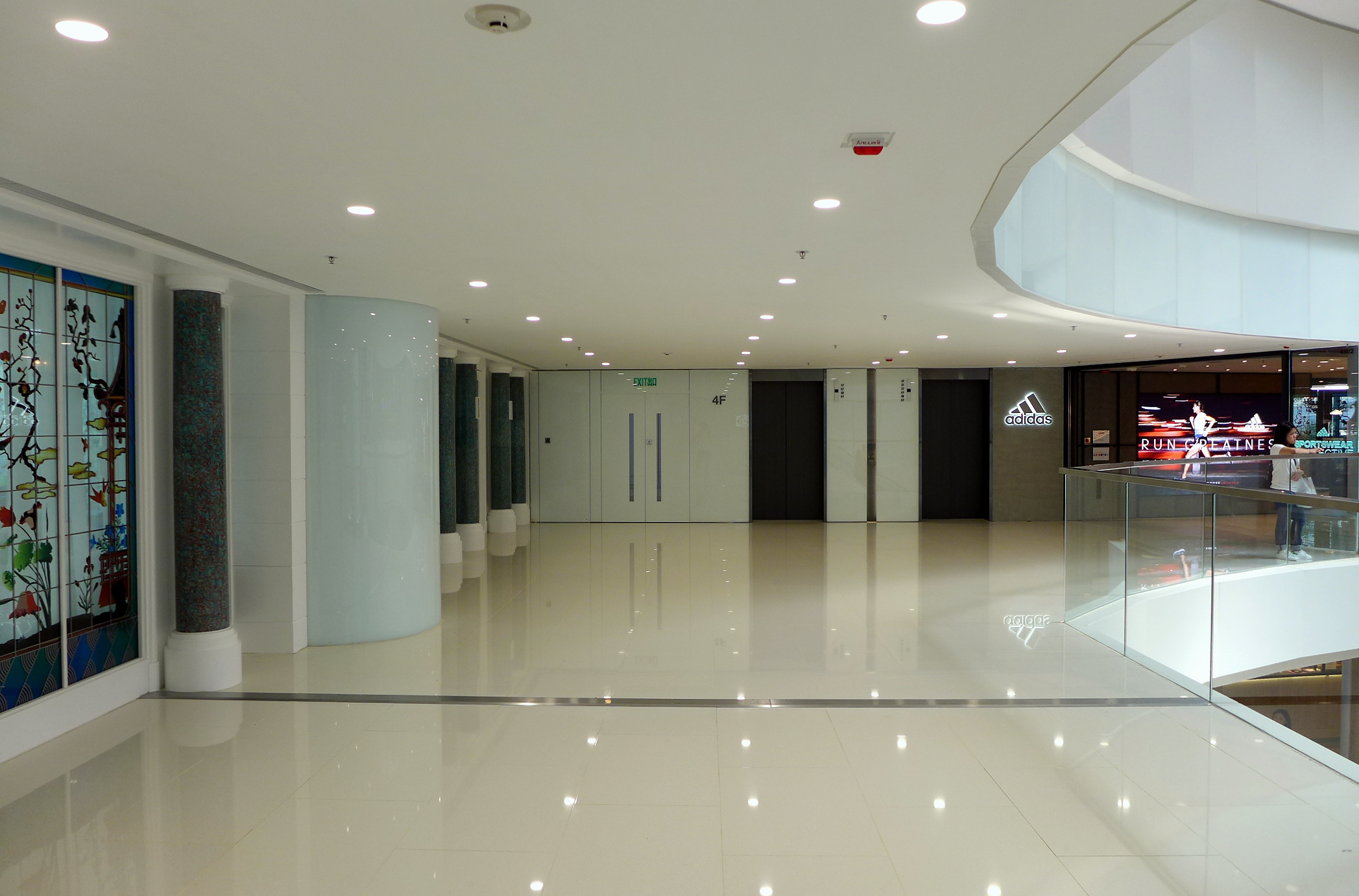
港威大廈4樓鴻星海鮮酒家於2014年結業後，到2016年6月開設高級中菜「唐人館」及全港首間adidas Sportswear Collective專門店。唯裝修以白色為主調，特色欠奉

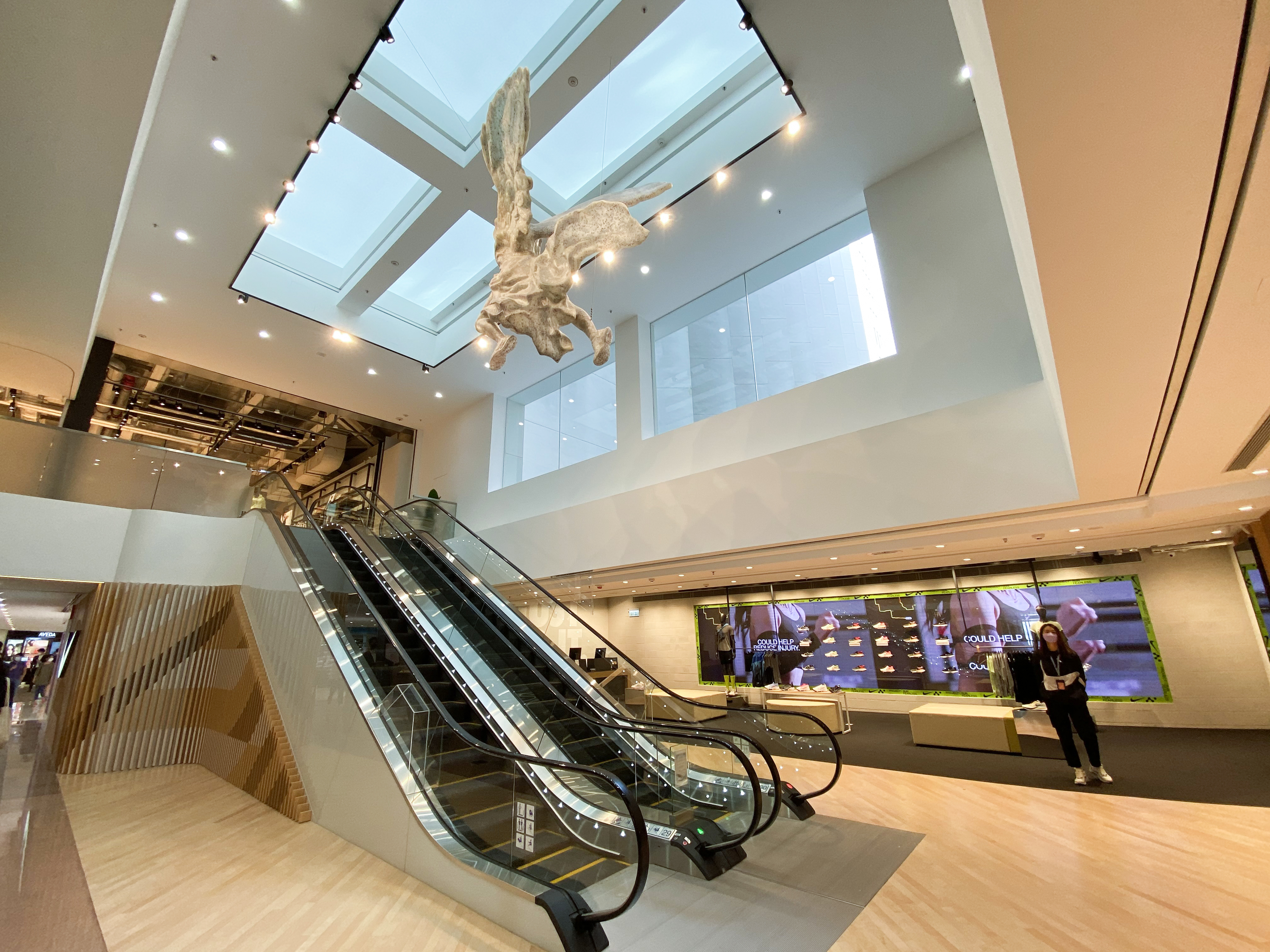
2021年3月，發展商將4樓空置多時的樓面開設佔地2層高Nike專門店，店內入口中庭懸掛了以 Nike Grind 環保回收物料製造的勝利女神像（Nike of Samothrace）

2011年起，港威大廈開始分階段進行翻新及改建工程，原有港威大廈的1座及2座大堂中庭，商場通道及扶手電梯被拆卸後，於2012年末改為意大利名牌Giorgio Armani專門店，範圍包括地下連1樓複式舖，佔地約1.5萬方呎，以月租逾1000萬元預租。另一部份設香港首間ZARA Home專門店，佔地7,500平方呎，於2013年10月末開業。翻新後格調以白色為主調，特色欠奉，與名店優雅高貴的設計形成強烈對比，讓顧客購物體驗僅限於商店。而寫字樓大堂亦加設閘機。
2012年起，海洋廊購物商場及寫字樓大堂部分，進行翻新假天花及通道工程。商場翻新後以白色為主調，而寫字樓大堂則採用較優雅高貴的用料設計。
到2014年9月，原有的PageOne遷出後，於2015年12月改為SHIBUYA 109 香港・海港城店，佔地8,400平方呎，設13個品牌，當中有10個品牌為第一次登陸香港。到2020年1月中因租約期滿而結業。
2014年，將其中一個中庭的彩色玻璃天幕改為玻璃天幕，工程在2015年12月完成。
嘉禾港威於2016年2月結業後，改建為3間食肆，其中包括美心食品特許經營的芝樂坊餐廳（The Cheesecake Factory），於2017年6月開幕。
2018年，空置多時的PageOne舊址拆細為多間商店，主要以電訊服務和便利店為主。到2021年1月開設譚仔雲南米線。此外，為滿足市場需求，九龍倉置業將位於港威大廈第5座25-39樓的服務式住宅聽濤閣改建為寫字樓及商場，有關工程將於2019年年中前完成，改建後將提供36萬平方呎的寫字樓及商場空間，其中逾30萬方呎樓面為寫字樓。
2021年3月，發展商將4樓空置多時的樓面開設佔地2層高Nike專門店，同時是香港首間主打女性概念的門店。

## 寫字樓改為商場

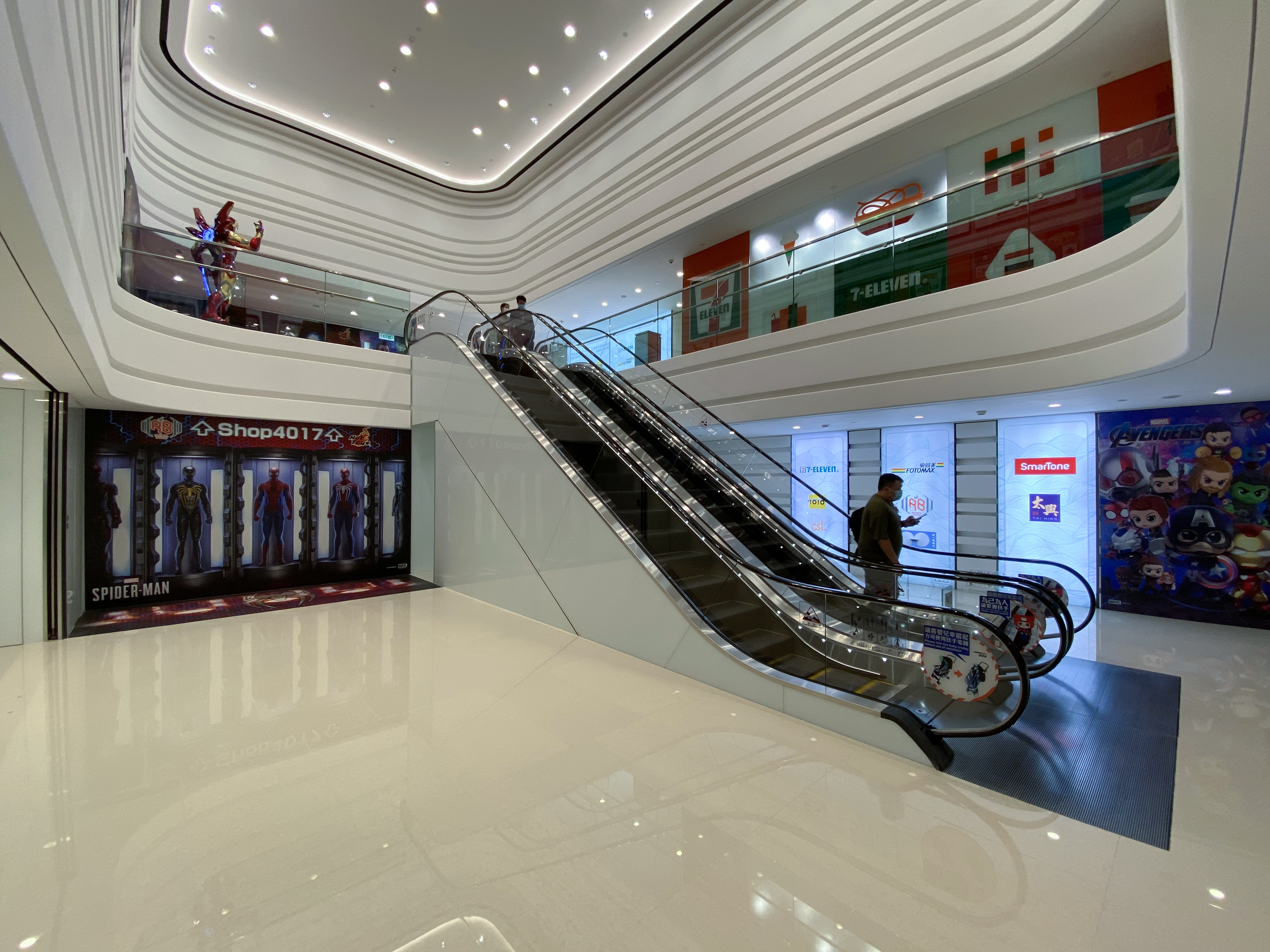
原有的PageOne概念店結業後拆細為多間商店，主要以電訊服務和便利店為主

2012年至2013年，發展商將世界商業中心5至10樓的寫字樓部分，以及港威商場3樓延伸部分，改造成8萬多呎的零售面積，前者吸引多個國際知名化妝品牌進駐，後者亦提供近萬呎零售面積。新租戶包括GAP及2014年4月17日開業的Uniqlo旗艦店，達18,000平方呎。
原有的PageOne於2014年9月30日搬遷至由寫字樓面積改建而成的3.5萬平方呎概念店，除出售書籍外，將設自家品牌餐廳「Forestry」，為書迷帶來嶄新體驗。但到2016年11月17日因陷入財困而正式停業。運動品牌Nike亦將於新零售空間設立旗下全球第2間概念店Nike Kicks Lounge，主攻波鞋銷售，佔地逾3,000平方呎。
2017年前，集團將繼續進行改建，把寫字樓部分空間改建成鋪位，以提供更多零售空間，涉及的樓面多達一萬方呎，惟改建後商場的總樓面仍然與現時相同，料改建完成後，將可陸續租予其他連鎖品牌，作為它們的旗艦店，讓顧客有不同體驗。

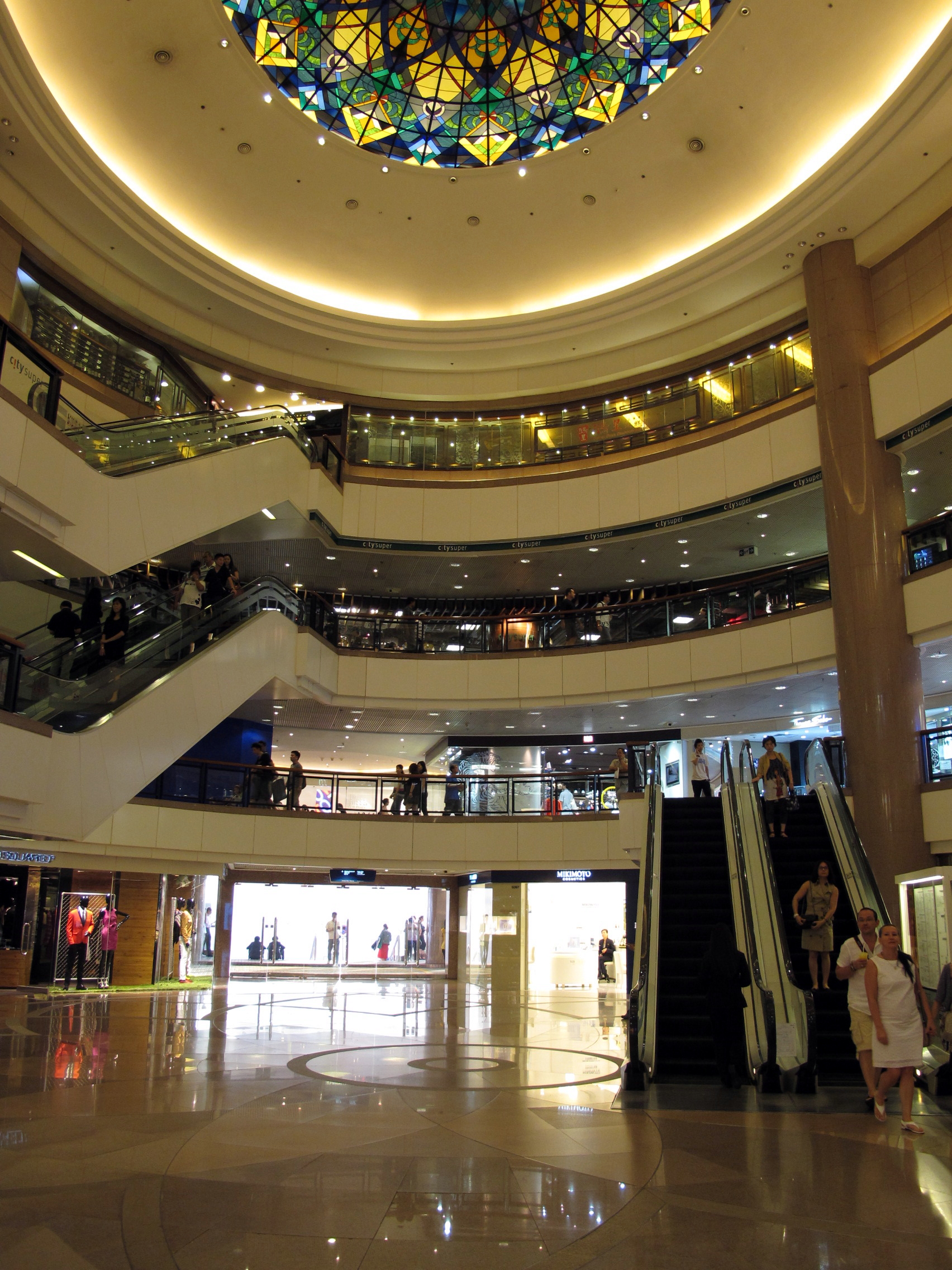
翻新前的商場主中庭
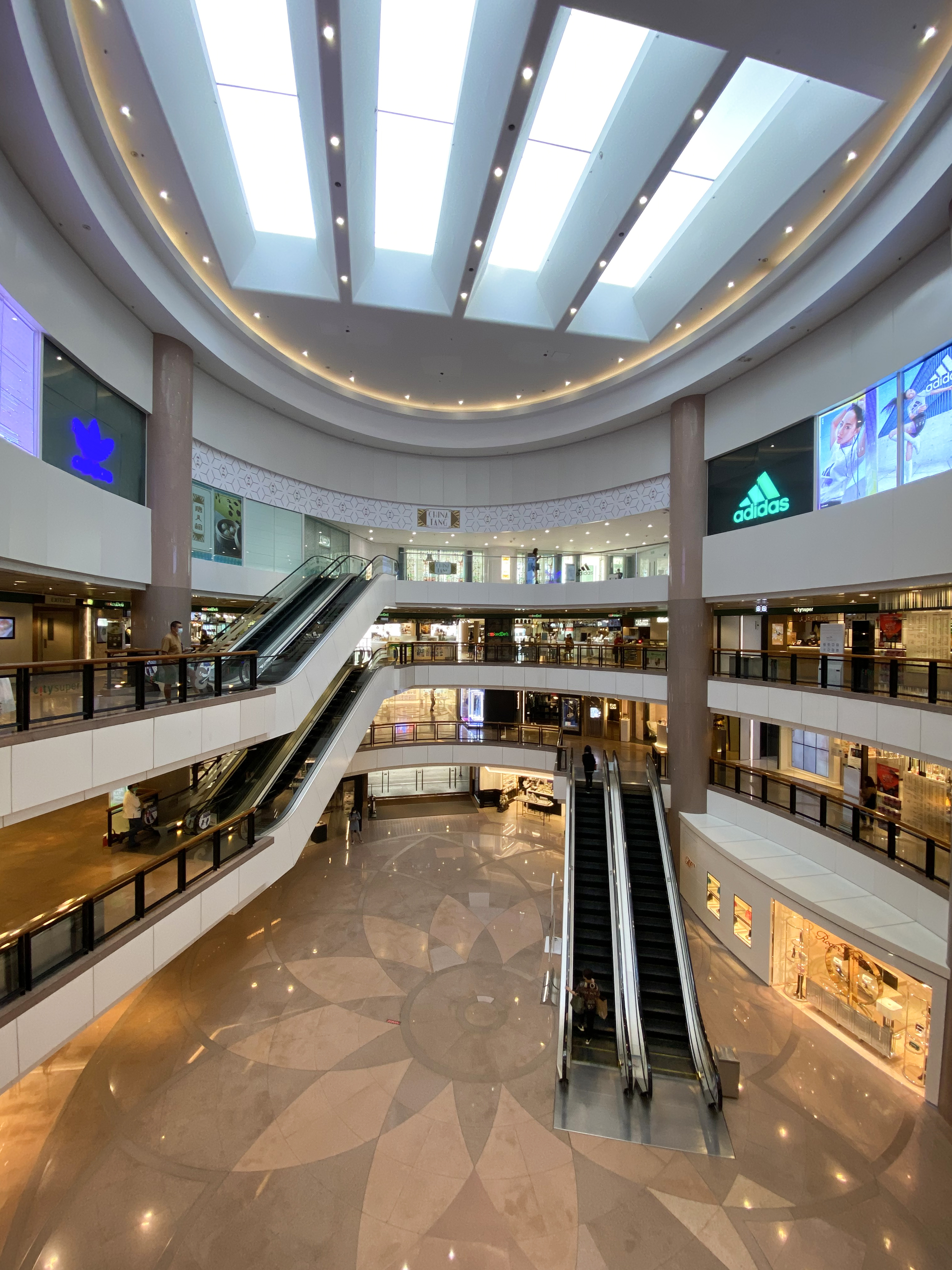
翻新後的商場主中庭設天幕
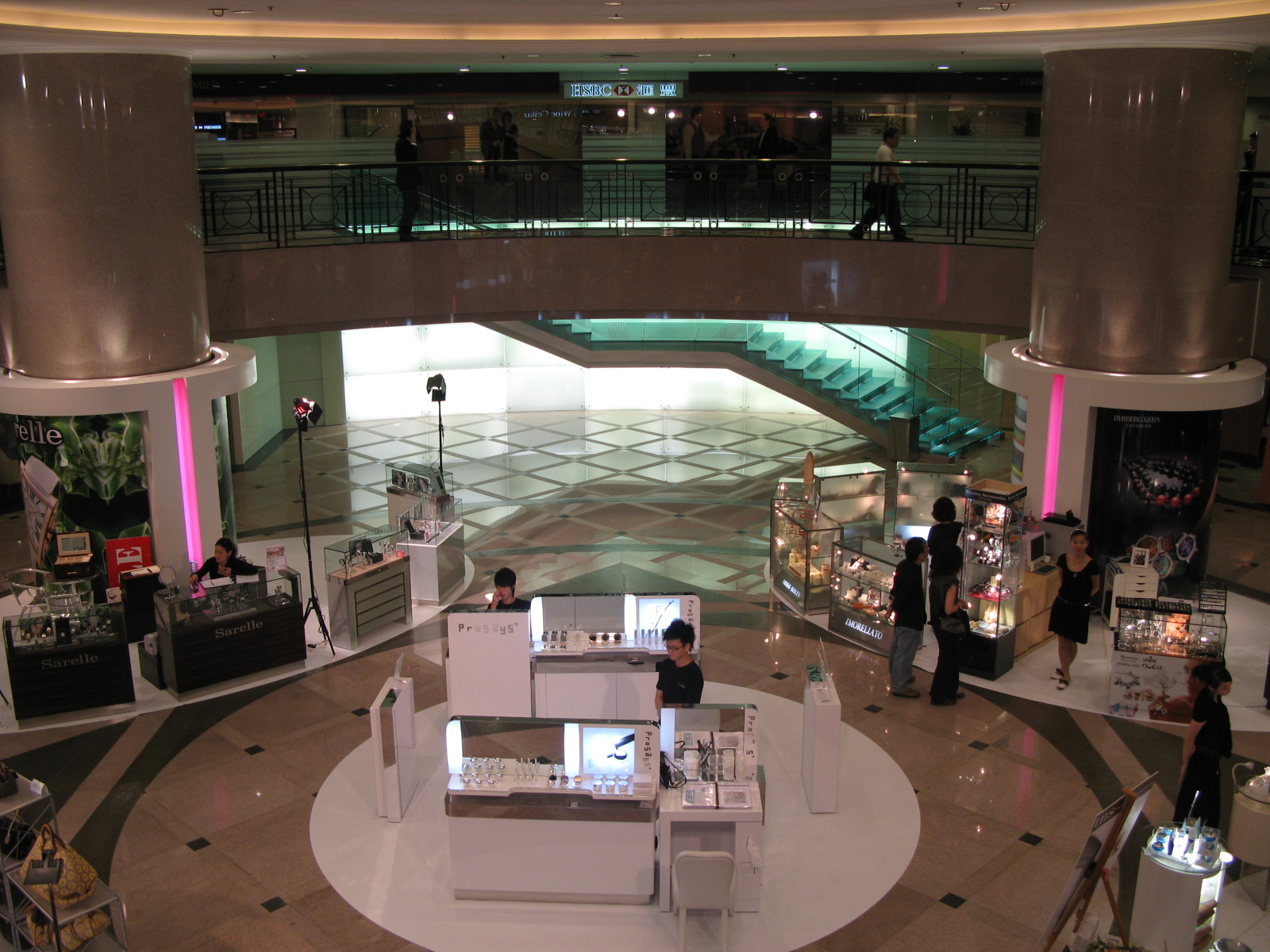
已消失的Beauty @ The Atrium 中庭（攝於2007年）
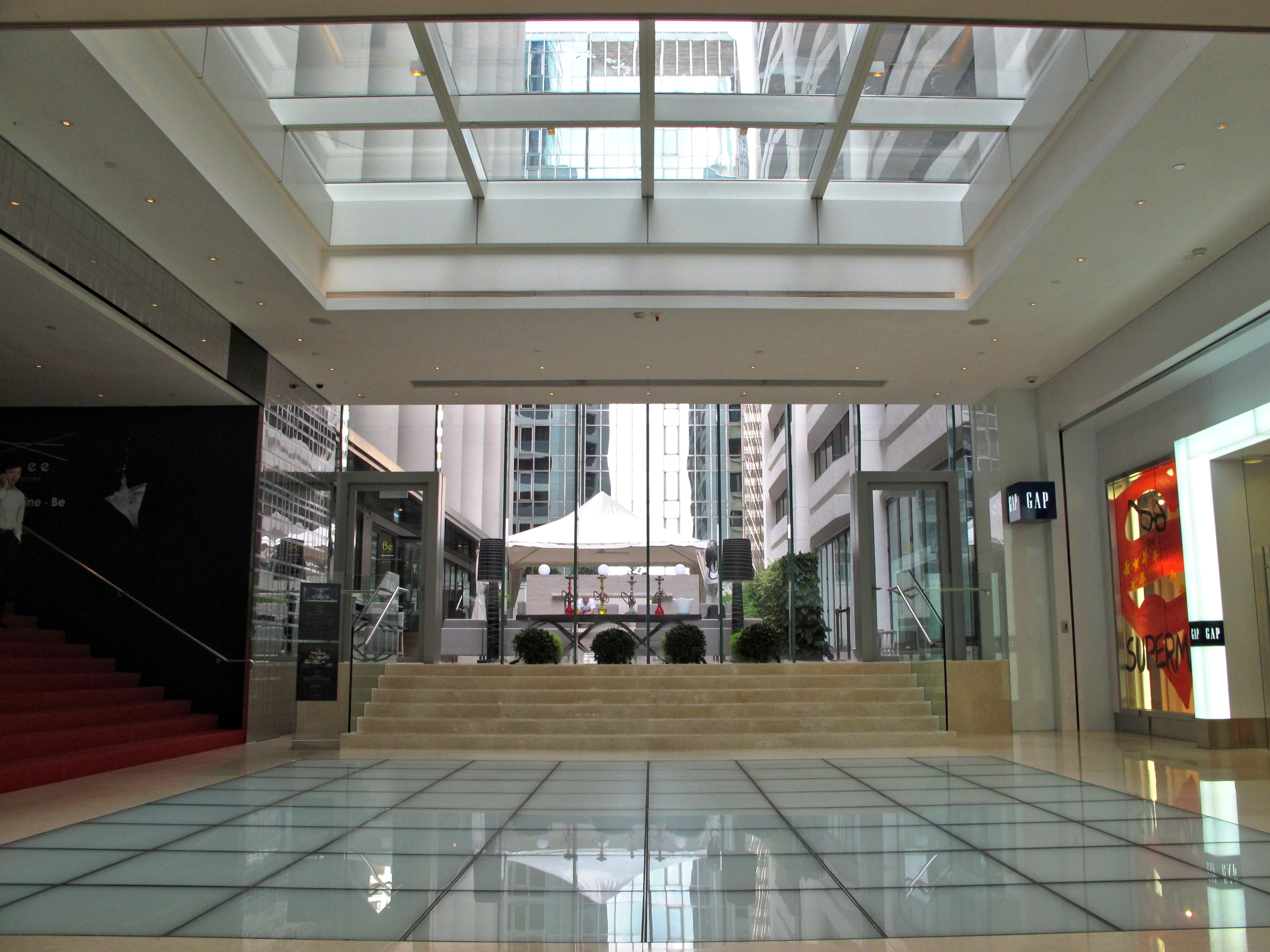
2012年海洋廊3樓購物商場剩餘部份翻新後增設GAP及酒店餐廳，到2019年GAP撤離後改為lululemon
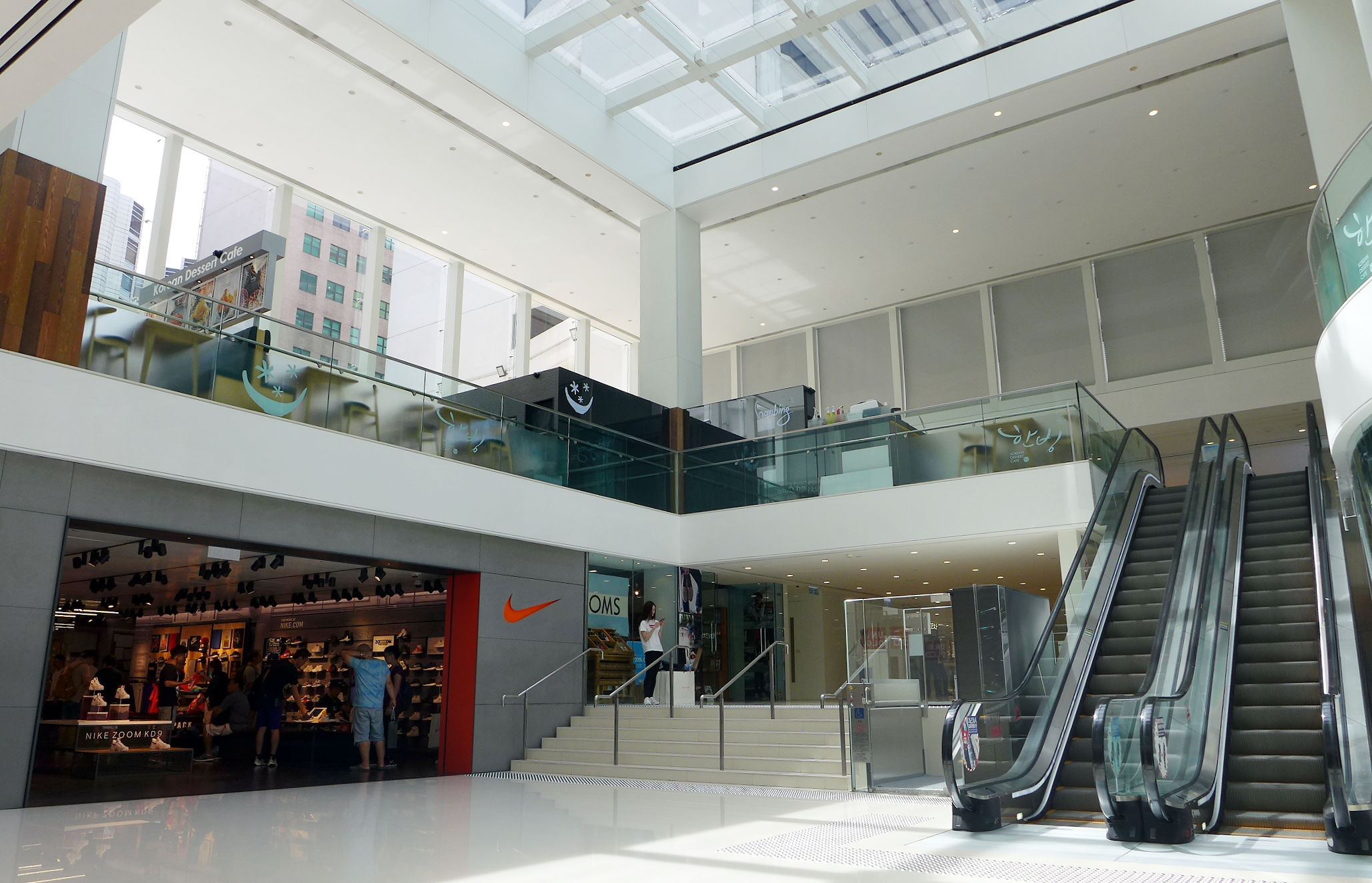
發展商將3樓通道伸延至4樓及海洋中心
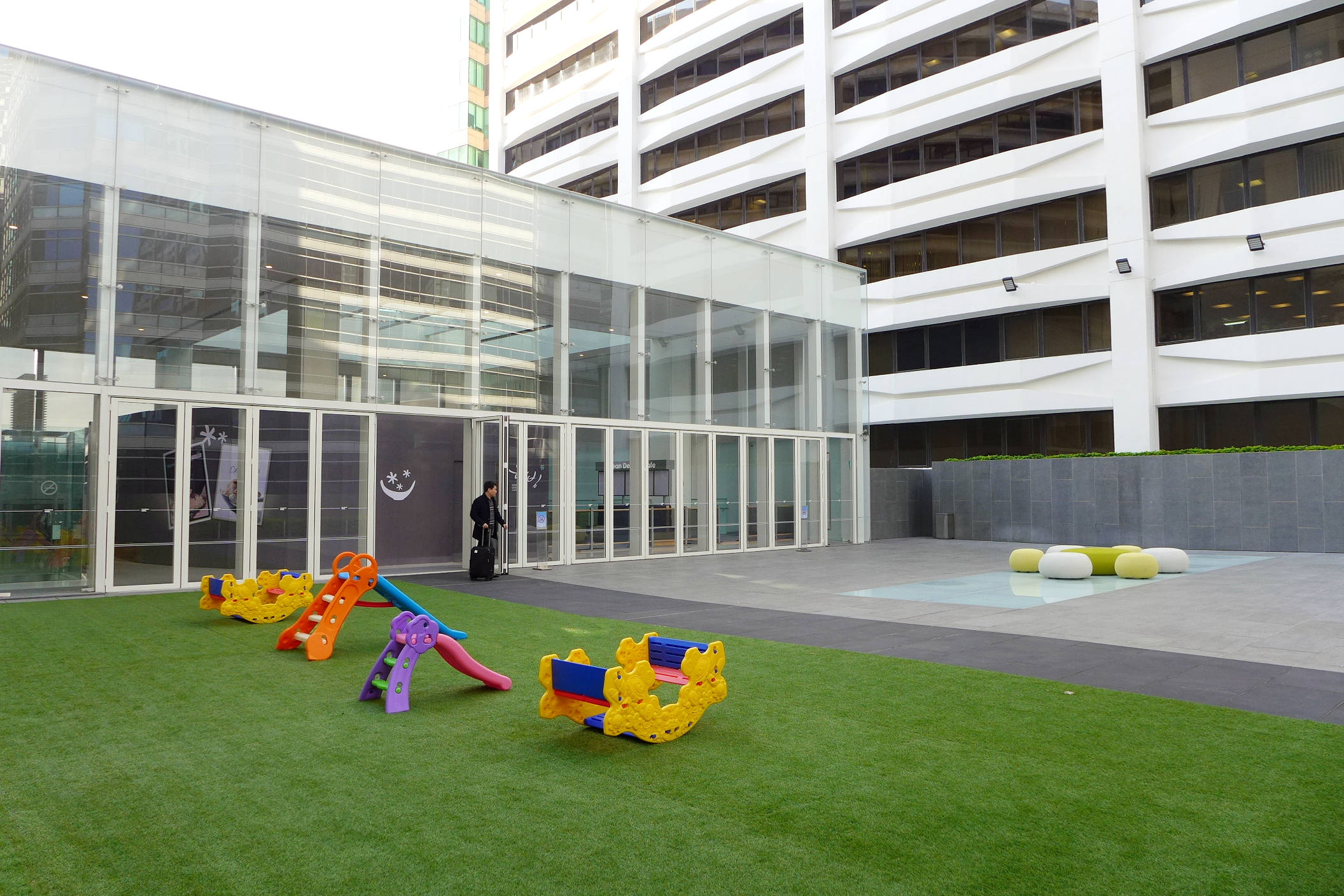
於2014年12月加設的戶外空間

## 事件

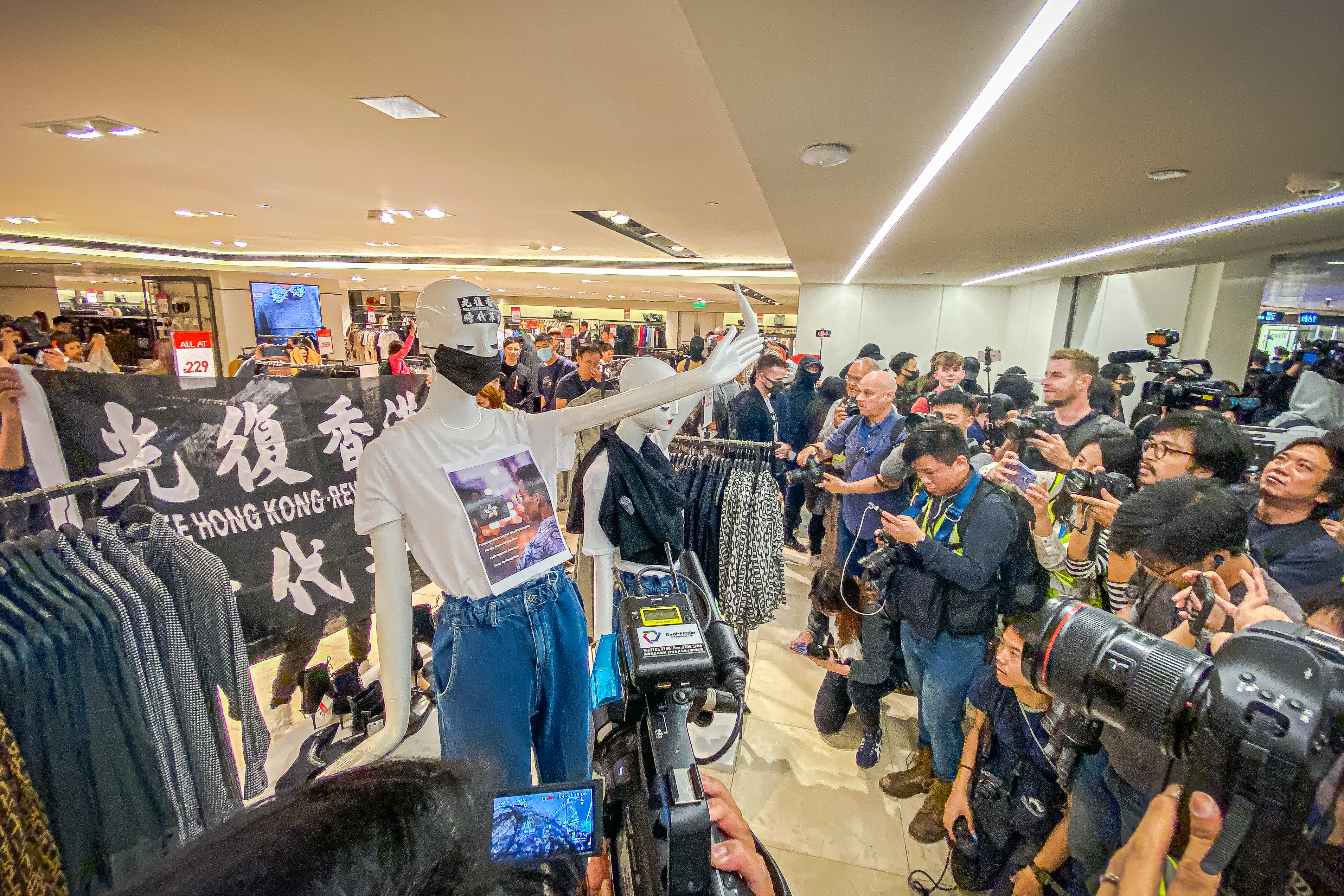
12月21日，示威者一度進入Zara，將店內公仔的手扭轉成示威手勢，掛上“光复香港，时代革命”旗帜

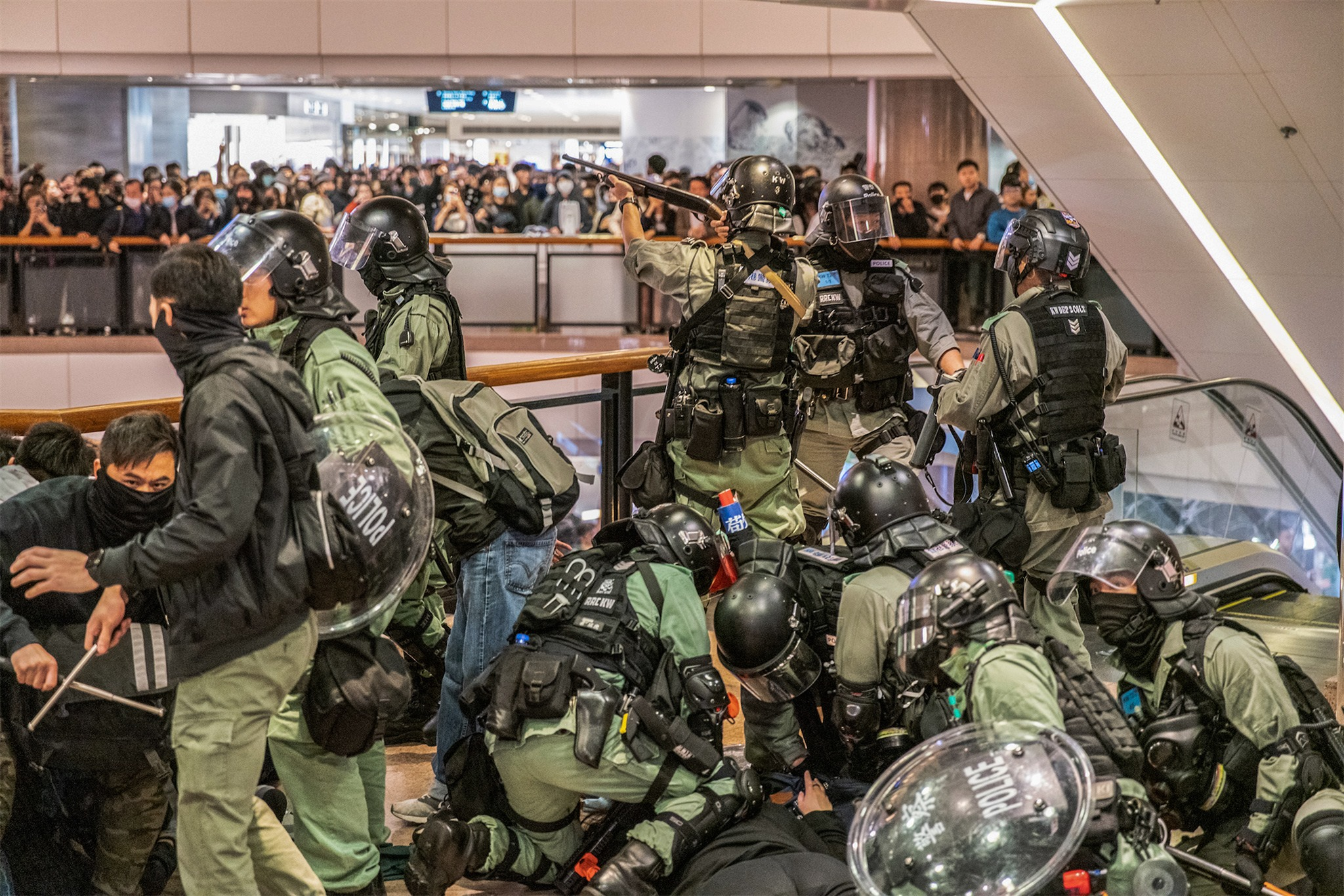
12月24日平安夜晚上，防暴警員持長槍指向港威商場中庭範圍

2019年12月和你Christmas Shop期間，警員在未有商場職員報警的情況下多次進入商場，其間疑有便衣警搜市民身，記者上前詢問戴黑口罩者是否警察，對方未有回應，只稱不接受採訪，便衣警一度於商場內施放胡椒噴霧，場內充斥胡椒味。在12月21日一男子涉襲警被捕。
12月24日平安夜晚上8時，有便衣警員稱被人包圍及投擲離物，大批防暴警察進入商場驅散市民，並制服4人，其後分別被控襲警及抗拒警務人員罪。其中一名地產經紀因將一張印有「感謝你默默耕耘」的文宣貼在一名便衣警員背部，而被控一項襲警罪。警長承認當時為了隱藏身分，未有展示委任證。而辯方指出警長的衣著與示威者相似，加上沒有戴上委任證，旁人不會知道他是警察。警長反指憑現場環境，被告一定知道他的身份是警員。
12月31日除夕，有戴口罩的市民在商場中庭聚集，大批便衣警員進入商場內戒備，並截查多名市民的隨身物品，要求出示身份證。部分警員持圓盾及長槍在場戒備。
2020年5月10日下午母親節示威，市民在海運大廈中庭聚集，並高呼「光復香港，時代革命」等口號。在約10分鐘後，60名防暴警員突然進入海運大廈商場，沿港威大廈方向驅散聚集的市民，並拉起封鎖線。期間不少記者一度未能繼續前行採訪，有防暴警員與警方傳媒聯絡隊人員爭拗。下午4時過後，一批防暴警察再度進入港威商場不同位置驅散在場的市民，並拉起封鎖線，警中庭近圍欄位置聚集告在場人士需要立即離開，否則或會被票控。約40、50名軍裝及便衣警員繼續在商場各樓層巡邏，之後離開，市民在中庭高唱《願榮光歸香港》。到下午近5時半，大批軍裝警員和防暴警察再次進入商場內戒備，並截查多人。多名防暴警員持胡椒噴霧闖入citysuper超級市場驅散店內的顧客。而一名13歲，來自「深學媒體」的學生記者被警員斥是童工、非法聚集，在晚上6時被帶走。

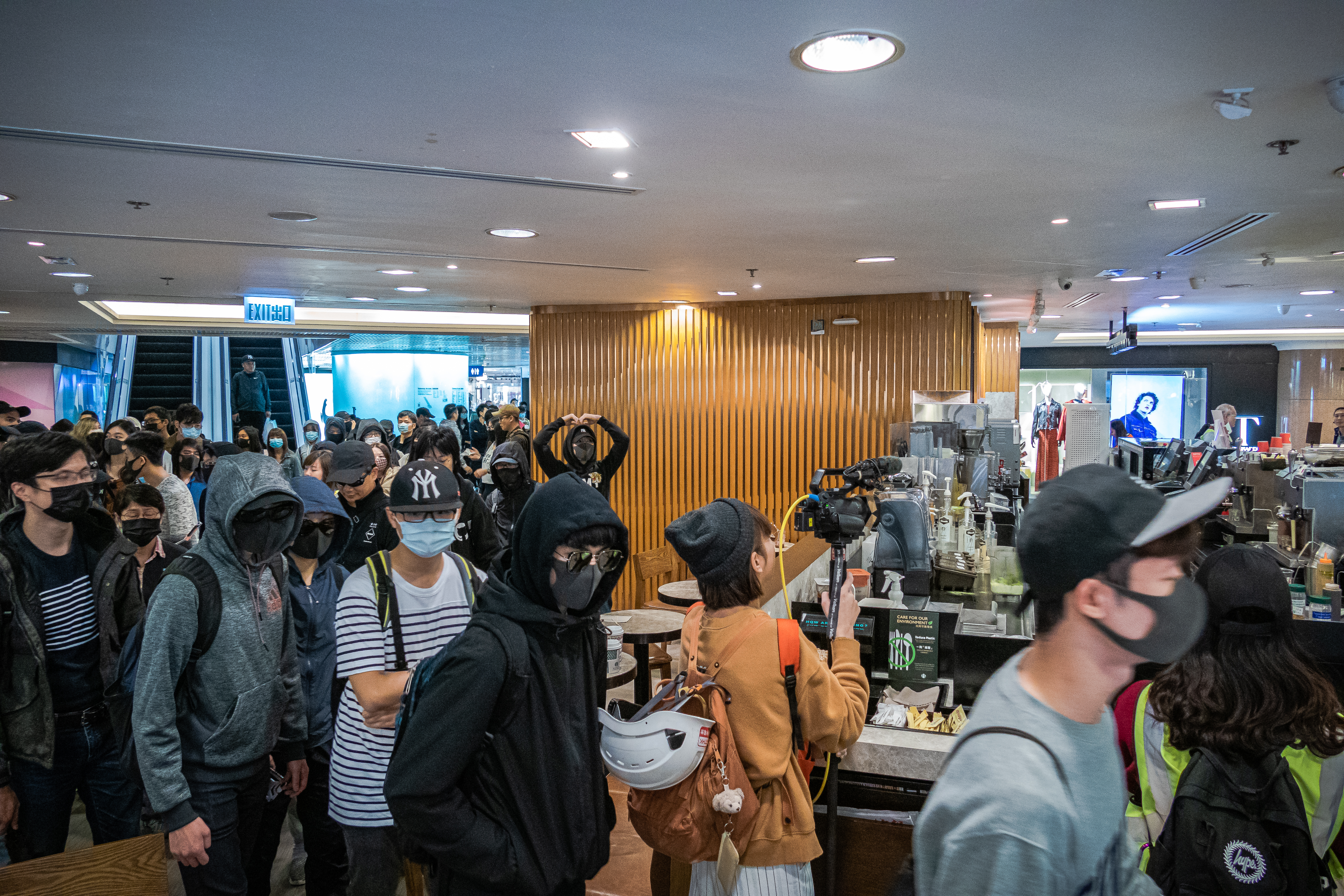
12月21日，示威者在商場遊走
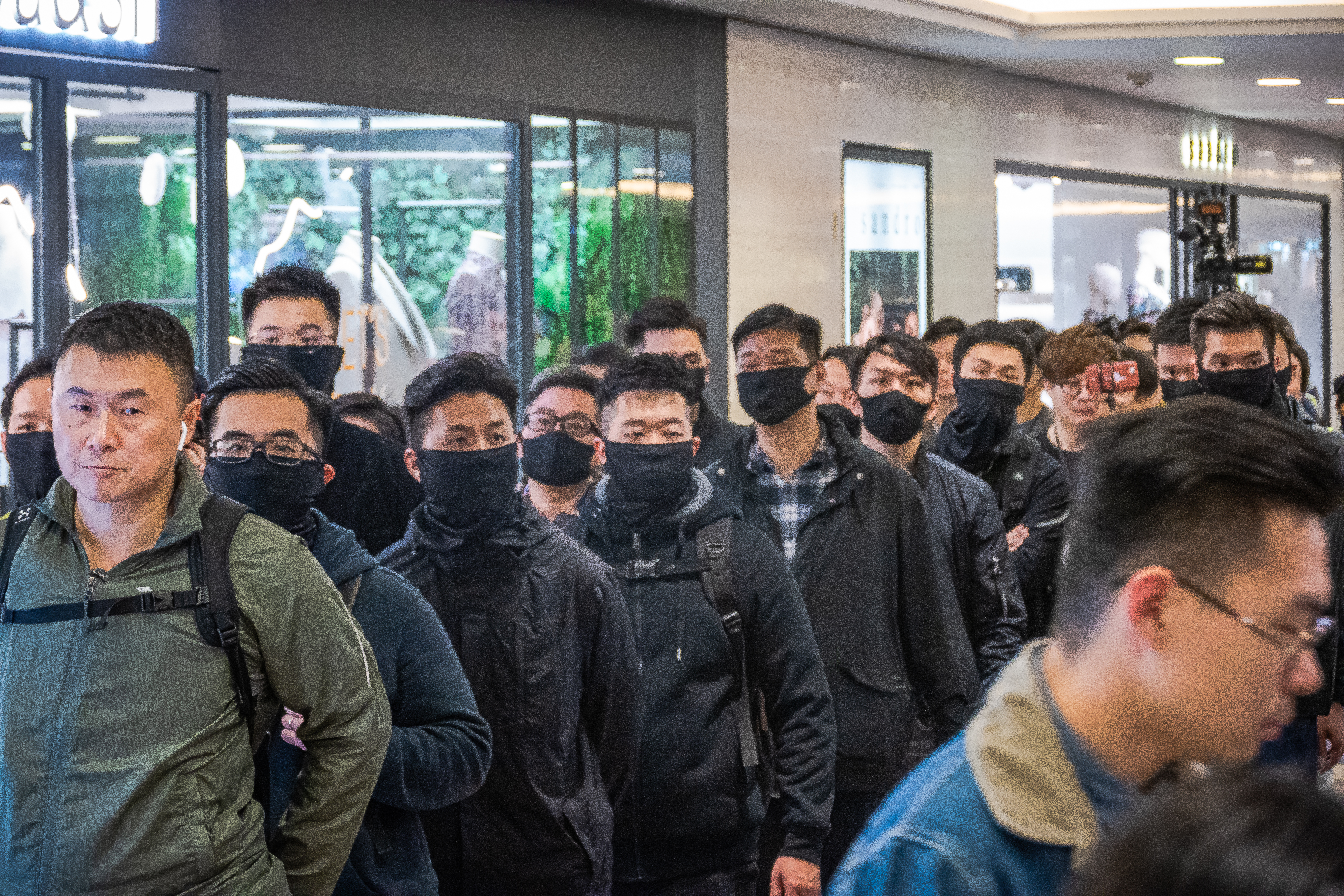
12月21日，大批便衣警員在商場
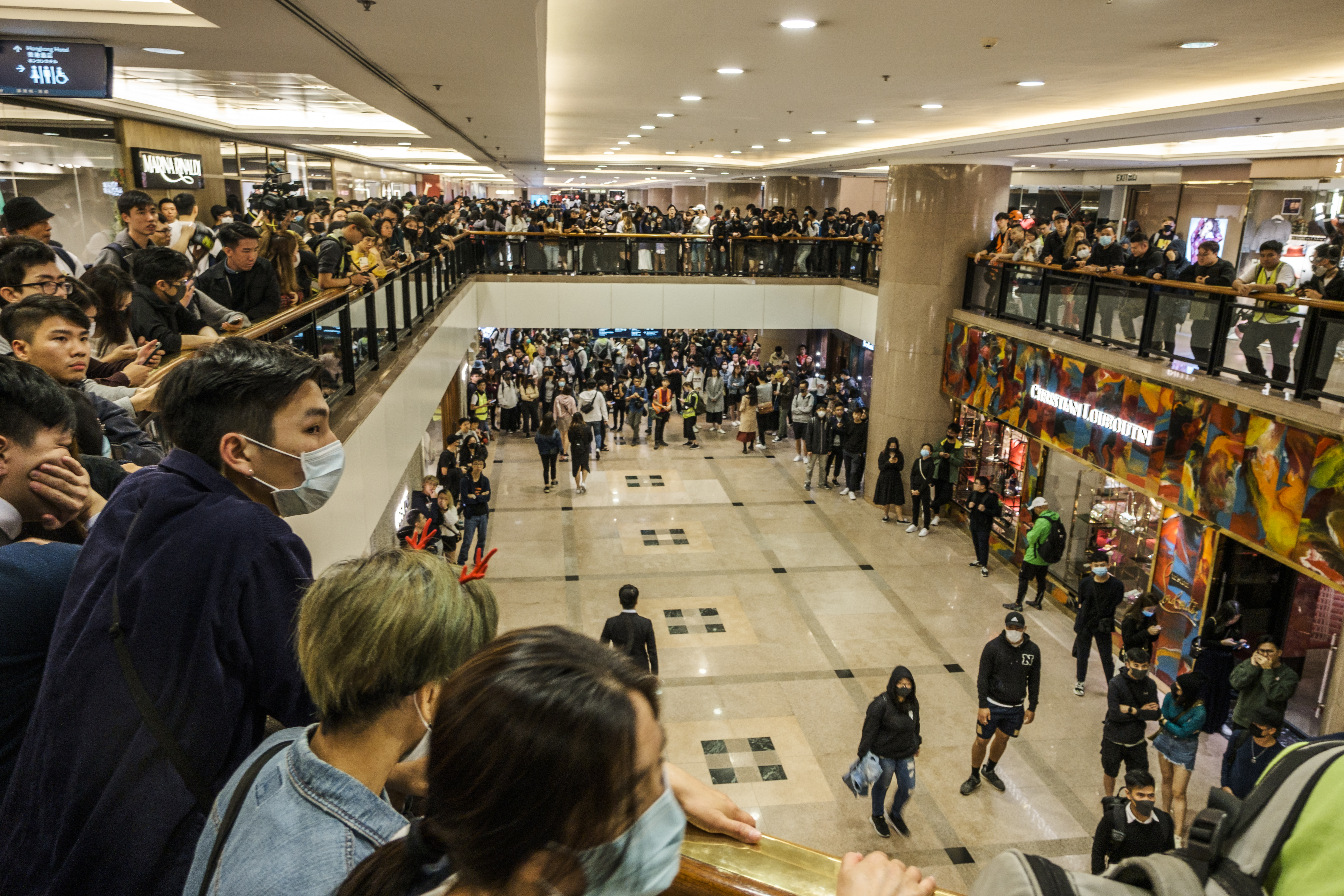
12月24日，示威者在商場內聚集
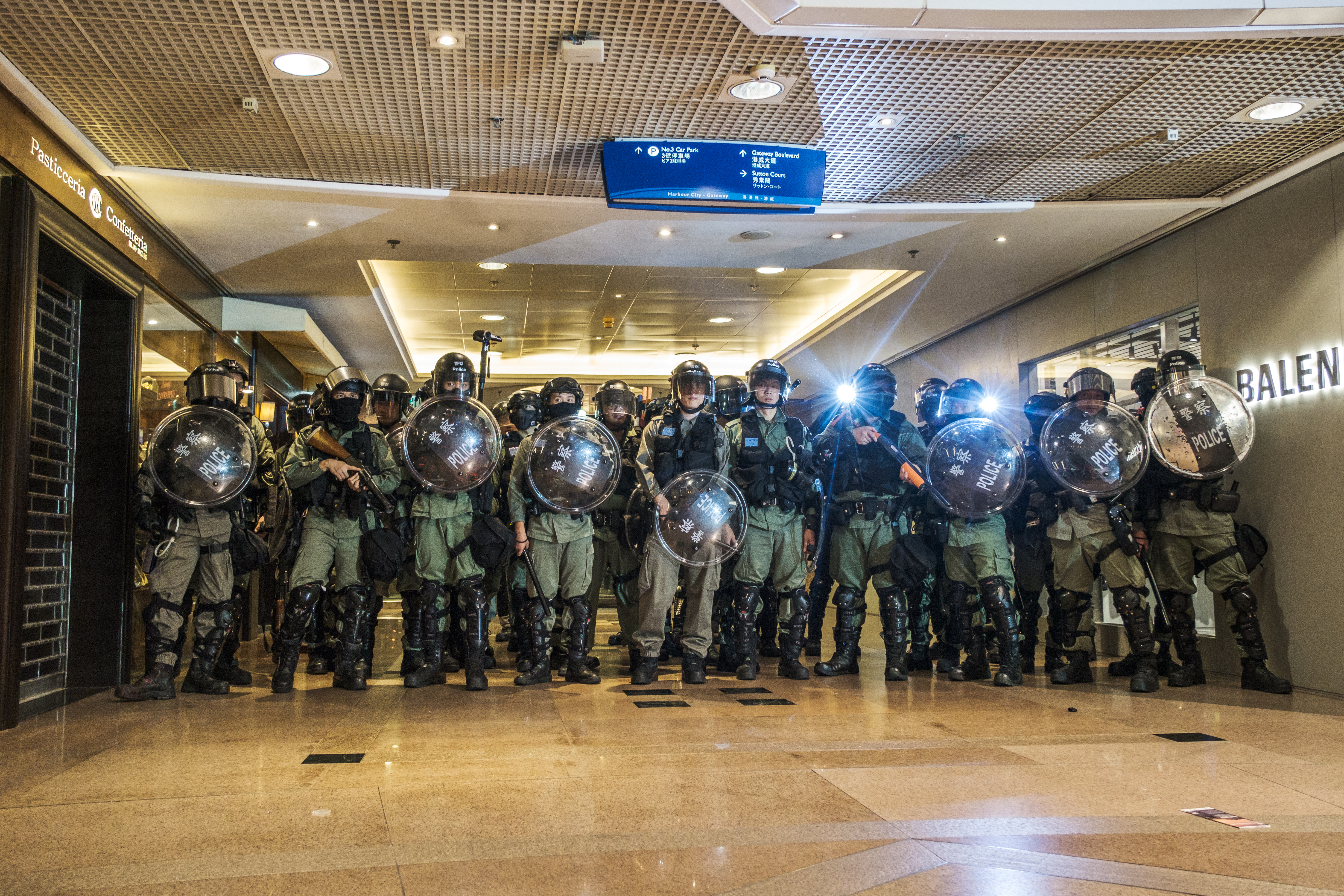
12月24日，防暴警員圍封通道，並亮起燈照向記者方向
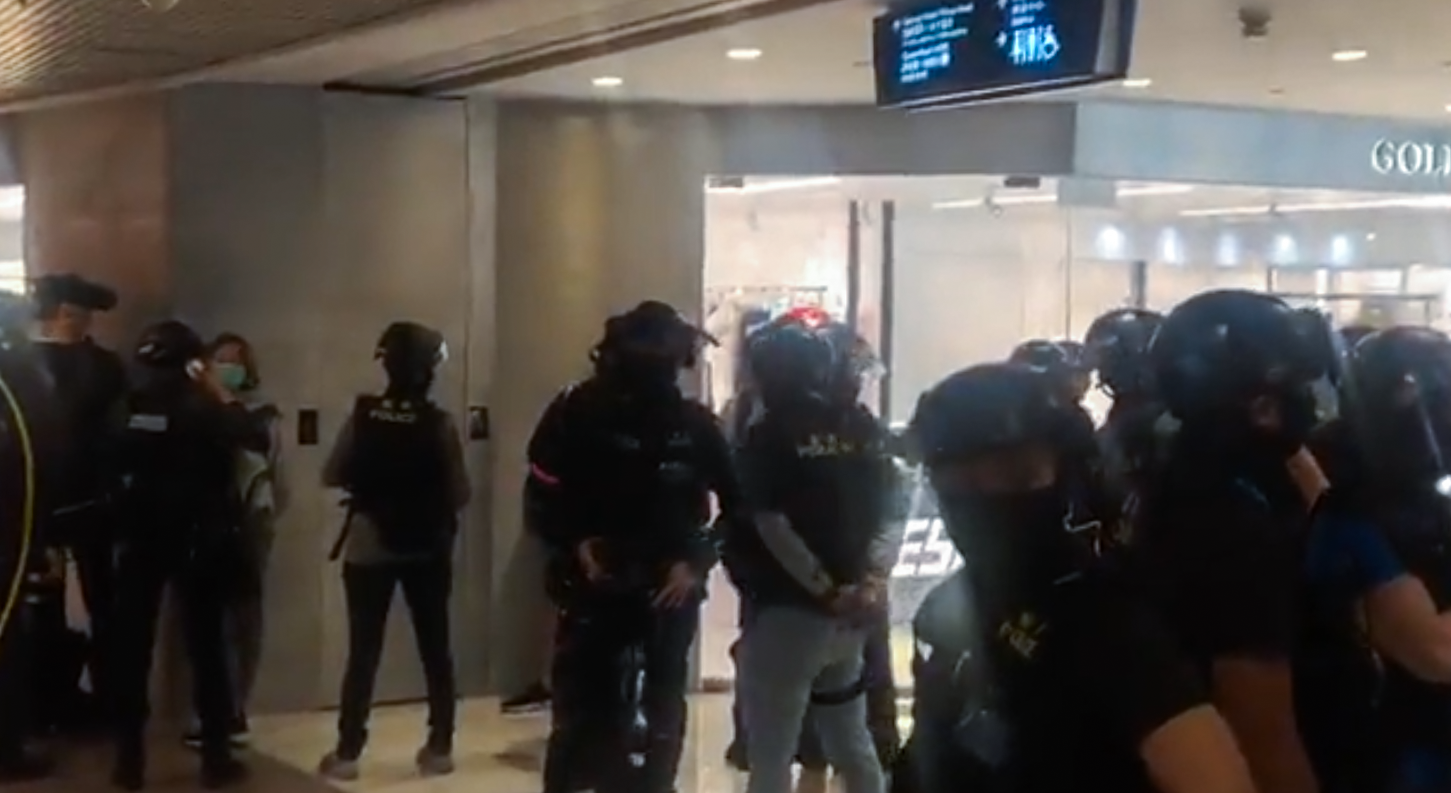
12月26日，大批便衣警員包圍商場內的遊人進行截查
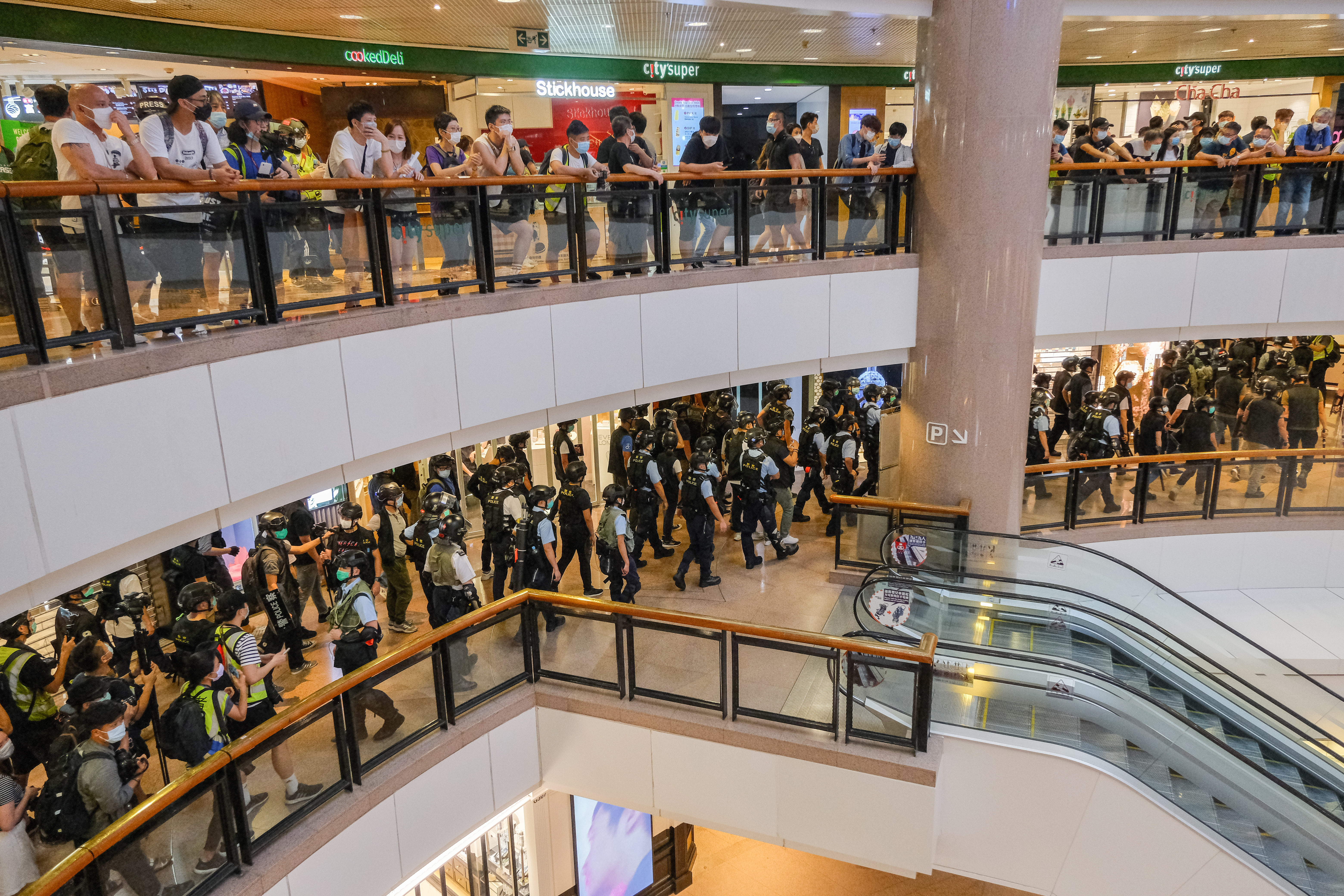
2020年5月10日，多名軍裝及便衣警員繼續在商場各樓層巡邏，而市民在中庭近圍欄位置聚集

## 周邊
- 廣東道
- 海運大廈
- 海洋中心
- 海港城
- 力寶太陽廣場
- 新港中心
- 北京道一號
- 中港城

## 外部連結
维基共享资源上的相關多媒體資源：港威大廈